# Kerkgracht-Poortje
Het Kerkgracht-Poortje is een doorgangspoort in het Bolwerk van de stadsmuur van Sneek.
De poort werd gebruikt om koemest van de achter het Bolwerk gelegen stadsboerderij buiten de stadsmuren te brengen. Mest mocht indertijd niet binnen de muren worden opgeslagen. Het poortje deed ook dienst wanneer koeien naar een praam (en vervolgens naar de buiten de stad gelegen weilanden) moesten worden gebracht.
Van deze bebouwing resteren vrijwel alle onderdelen. De poort zelf is zelf ter voorkoming van instorting met puin volgestort en daarna dicht gemetseld.

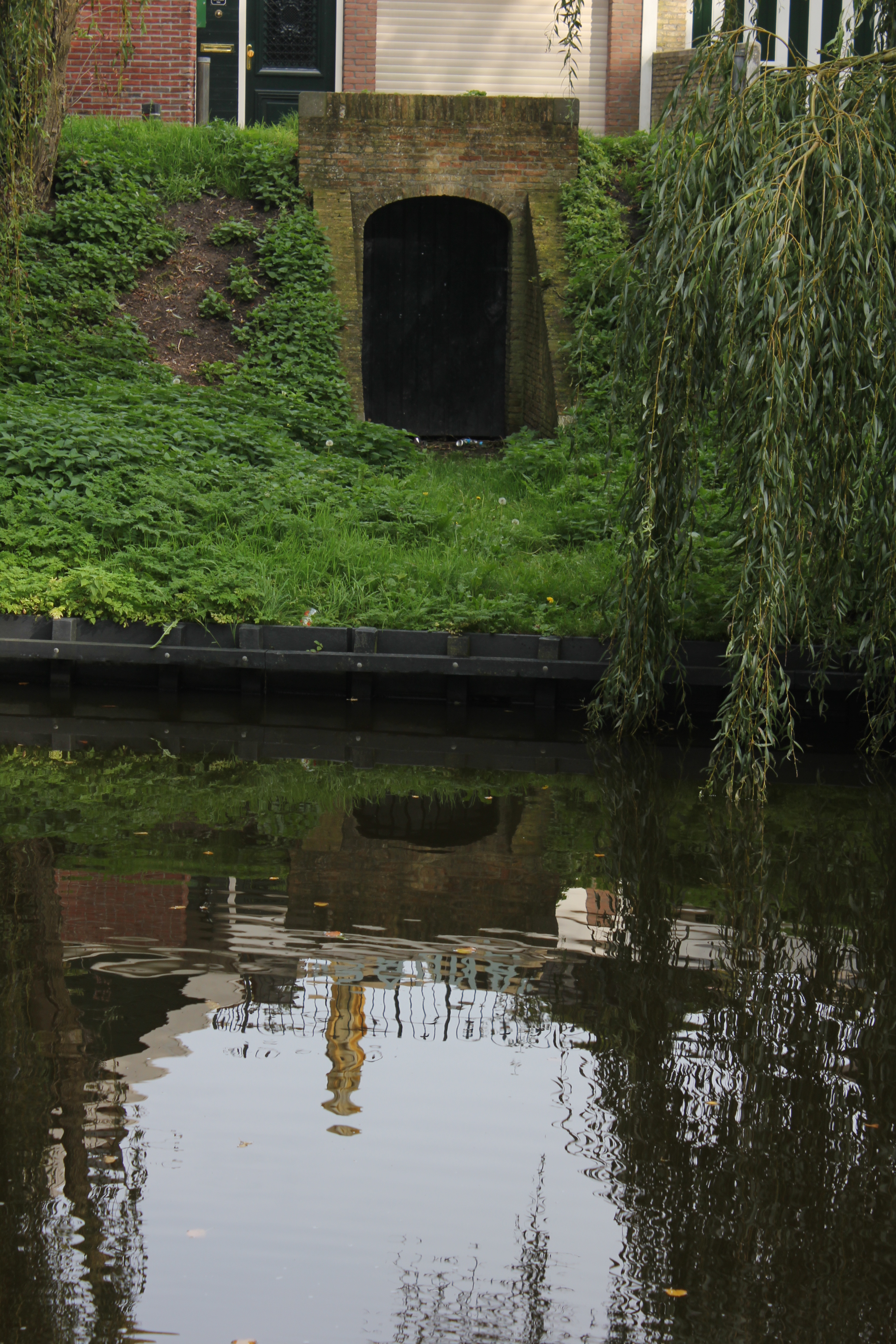
Poortje in 2011.